# Mortierella
Genre
Synonymes
- Actinomortierella Chalab.[2]
- Azygozygum Chesters[2]
- Carnoya Dewèvre[2]
- Haplosporangium Thaxt.[2]
- Naumoviella Novot.[2]

Mortierella est un genre de champignons de la famille des Mortierellaceae.

## Liste d'espèces
Selon Index Fungorum (7 février 2021) :
- Mortierella acrotona W. Gams 1976
- Mortierella alliacea Linnem. 1953
- Mortierella alpina Peyronel 1913
- Mortierella ambigua B.S. Mehrotra 1963
- Mortierella amoeboidea W. Gams 1976
- Mortierella angusta (Linnem.) Linnem. 1969
- Mortierella antarctica Linnem. 1969
- Mortierella apiculata Marchal 1891
- Mortierella arachnoides Therry & Thierry 1882
- Mortierella arcuata E. Wolf 1954
- Mortierella armillariicola W. Gams 1976
- Mortierella baccata E. Wolf 1954
- Mortierella bainieri Costantin 1889
- Mortierella basiparvispora W. Gams & Grinb. 1976
- Mortierella beljakovae Milko 1973
- Mortierella biramosa Tiegh. 1875
- Mortierella bisporalis (Thaxt.) Björl. 1936
- Mortierella calciphila Wrzosek 2016
- Mortierella camargensis W. Gams & R. Moreau 1960
- Mortierella candelabrum Tiegh. & G. Le Monn. 1873
- Mortierella capitata Marchal 1891
- Mortierella cephalosporina Chalab. 1965
- Mortierella chienii P.M. Kirk 2012
- Mortierella chlamydospora (Chesters) Plaäts-Nit. 1976
- Mortierella claussenii Linnem. 1958
- Mortierella clonocystis W. Gams 1976
- Mortierella cogitans Degawa 1998
- Mortierella cystojenkinii W. Gams & Veenb.-Rijks 1976
- Mortierella dichotoma Linnem. ex W. Gams 1977
- Mortierella diffluens Sorokīn 1873
- Mortierella echinosphaera Plaäts-Nit. 1976
- Mortierella echinula Linnem. 1953
- Mortierella echinulata Harz 1871
- Mortierella echinulata Linnem. 1953
- Mortierella elasson Sideris & G.E. Paxton 1929
- Mortierella elongata Linnem. 1941
- Mortierella elongatula W. Gams & Domsch 1976
- Mortierella epicladia W. Gams & Emden 1976
- Mortierella epigama W. Gams & Domsch 1972
- Mortierella exigua Linnem. 1941
- Mortierella fatshederae Linnem. 1969
- Mortierella ficariae Therry & Thierry 1882
- Mortierella fimbriata S.H. Ou 1940
- Mortierella fimbricystis W. Gams 1976
- Mortierella fluviae Hyang B. Lee, K. Voigt & T.T.T. Nguyen 2016
- Mortierella formicae Siedlecki 2017
- Mortierella formosana S.F. Wei, H.M. Ho & K. Voigt 2015
- Mortierella fusispora Tiegh. 1878
- Mortierella gamsii Milko 1974
- Mortierella gemmifera M. Ellis 1941
- Mortierella globalpina W. Gams & Veenb.-Rijks 1976
- Mortierella globulifera O. Rostr. 1916
- Mortierella hepiali Q.T. Chen & B. Liu 1986
- Mortierella histoplasmatoides W. Gams 1991
- Mortierella horticola Linnem. 1941
- Mortierella humicola Oudem. 1902
- Mortierella humilis Linnem. ex W. Gams 1977
- Mortierella humilissima Pišpek 1929
- Mortierella hyalina (Harz) W. Gams 1970
- Mortierella hypsicladia Degawa & W. Gams 2004
- Mortierella indohii C.Y. Chien 1974
- Mortierella insignis Linnem. 1941
- Mortierella jenkinii (A.L. Sm.) Naumov 1935
- Mortierella kuhlmanii W. Gams 1976
- Mortierella lignicola (G.W. Martin) W. Gams & R. Moreau 1960
- Mortierella longigemmata Linnem. 1969
- Mortierella macrocystis W. Gams 1961
- Mortierella macrocystopsis W. Gams & Carreiro 1989
- Mortierella mairei Vuill. 1918
- Mortierella mehrotraensis Baijal 1968
- Mortierella microspora E. Wolf 1954
- Mortierella microzygospora Degawa 1998
- Mortierella minutissima Tiegh. 1878
- Mortierella multispora Tibpromma, Karun., Karasaki & P.E. Mortimer 2020
- Mortierella mundensis Linnem. 1941
- Mortierella mutabilis Linnem. 1941
- Mortierella nantahalensis C.Y. Chien 1971
- Mortierella nigrescens Tiegh. 1878
- Mortierella niveovelutina Cif. & Ashford 1929
- Mortierella oligospora Björl. 1936
- Mortierella ovalispora Chalab. 1965
- Mortierella paraensis Pfenning & W. Gams 1993
- Mortierella parazychae W. Gams 1976
- Mortierella parvispora Linnem. 1941
- Mortierella pilulifera Tiegh. 1875
- Mortierella pisiformis H.M. Ho, S.F. Wei & K. Voigt 2015
- Mortierella plectoconfusa E. Wolf 1954
- Mortierella polycephala Coem. 1863
- Mortierella polygonia W. Gams & Veenb.-Rijks 1976
- Mortierella pseudozygospora W. Gams & Carreiro 1989
- Mortierella pulchella Linnem. 1941
- Mortierella pusilla Oudem. 1902
- Mortierella pygmaea Chalab. 1965
- Mortierella repens A.L. Sm. 1898
- Mortierella reticulata Tiegh. & G. Le Monn. 1873
- Mortierella rhinolophicola Tibpromma, Karun., Karasaki & P.E. Mortimer 2020
- Mortierella rhizogena Dasz. 1912
- Mortierella rishikesha B.S. Mehrotra & B.R. Mehrotra 1964
- Mortierella rostafinskii Bref. 1881
- Mortierella sarnyensis Milko 1973
- Mortierella schmuckeri Linnem. 1958
- Mortierella sclerotiella Milko 1967
- Mortierella selenospora W. Gams 1976
- Mortierella signyensis K. Voigt, P.M. Kirk & Bridge 2012
- Mortierella simplex Tiegh. & G. Le Monn. 1873
- Mortierella strangulata Tiegh. 1875
- Mortierella striospora K.B. Deshp. & Mantri 1963
- Mortierella stylospora Dixon-Stew. 1932
- Mortierella subtilissima Oudem. 1902
- Mortierella sugadairana Y. Takash., Degawa & K. Narisawa 2018
- Mortierella thereuopodae Degawa 2014
- Mortierella tirolensis Linnem. 1969
- Mortierella traversoana Peyronel 1913
- Mortierella tsukubaensis Ts. Watan. 2001
- Mortierella tuberosa Tiegh. 1875
- Mortierella turficola Y. Ling 1930
- Mortierella umbellata (Bonord.) Sacc. 1895
- Mortierella vallis-umbrosae Verona & G. Castellá 1942
- Mortierella verrucosa Linnem. 1953
- Mortierella verticillata Linnem. 1941
- Mortierella wolfii B.S. Mehrotra & Baijal 1963
- Mortierella wuyishanensis F.J. Chen 1992
- Mortierella yunnanensis Tibpromma, Karun., Karasaki & P.E. Mortimer 2020
- Mortierella zonata Linnem. ex W. Gams 1977
- Mortierella zychae Linnem. 1941